# Iúpiques da Sibéria
os iúpiques da Sibéria ou iuítes, são os povos indígenas que residem ao longo da costa da península de Chukchi, no extremo nordeste da Federação Russa e na ilha de São Lourenço, no Alasca. Eles falam iúpique siberiano central (também conhecido como iuíte), uma língua iúpique da família esquimó-aleútes de idiomas.